# 드리븐 투 킬
드리븐 투 킬(영어: Driven To Kill)은 캐나다에서 제작된 제프 킹 감독의 2009년 액션 영화이다. 스티븐 시걸 등이 주연으로 출연하였고 커크 쇼 등이 제작에 참여하였다.

## 출연

### 주연
- 스티븐 시걸
- 로라 메넬

### 조연
- 댄 페인
- 홀리 이글링턴
- 마이크 도퍼드
- 이나 코로브키나
- 알렉스 파우노빅
- 이고리 지지킨
- 잭 샌티아고
- 로버트 위스든
- 드미트리 체포베츠키
- 렉 투퍼
- 에드 앤더스

## 제작진
- Line PD: 미셸 푸터먼
- 공동제작: 조 핼핀
- 공동제작: 스콧 A. 매튜스
- 협력프로듀서: 올리버 드 카이그니
- 미술: 토니 드븐니이